# Inversion of Control
Inversion of Control eller IoC är inom programmering ett designmönster (eller utvecklingsmetod) för att hantera beroenden samt konfigurering av beroenden för ett visst objekt.
Istället för att låta objektet själv instansiera en viss typ av klass känner objektet endast till ett visst gränssnitt (interface) - som bestäms av klienten.

## Exempel
Objektet "Stereo" är beroende av objektet "Power" (energikälla) för att fungera. Men istället för att låta Stereo instansiera och referera till en specifik "Power"-klass innehar det endast en deklaration till ett "Interface" som kan utgöras av flera typer av "Power". 
Exakt vilken implementation av "IPower" som används är upp till klienten att avgöra så detta objekt skickas in till Power-klassen antingen genom dess konstruktor (Constructor Injection) eller via en setter-metod (Setter Injection). På grund av detta förfarande kallas IoC även för Dependency Injection (DI).

### Exempel i programspråket C#
```
//POWER INTERFACE

public
 
interface
 
IPower

{

   
public
 
void
 
GivePowerTo
(
object
 
target
);

}

//STEREO

public
 
class
 
Stereo

{

   
//DEKLARATION TILL INTERFACE

   
private
 
IPower
 
power
;

   
//CONSTRUCTOR INJECTION - LÅT KLIENTEN ANGE TYP AV IPOWER

   
public
 
Stereo
(
IPower
 
power
)

   
{

      
this
.
power
 
=
 
power
;

   
}

   
public
 
void
 
PlayMusic
()

   
{

      
//ANVÄND OBJEKTET

      
this
.
power
.
GivePowerTo
(
this
);

      
//osv

   
}

}

//KLIENT

public
 
class
 
WindowsApp

{

   
public
 
void
 
Start
()

   
{

      
//SKAPA OBJEKT AV KLASS SOM IMPLEMENTERAR IPOWER

      
IPower
 
power
 
=
 
new
 
BatteryClassThatImplementsIPower
();

      
//INSTANSIERA Stereo med power

      
Stereo
 
stereo
 
=
 
new
 
Stereo
(
power
);

      
//KÖR!

      
stereo
.
PlayMusic
();

   
}

}

```

Istället för att låta klienten själv instansiera objektet används ofta en så kallad "Container" som kan konfigureras för att använda olika typer av gränssnittsimplementationer.